# Platysaurus
Platysaurus (лат.) — род ящериц из семейства поясохвостов.

## Распространение
Все виды рода Platysaurus обитают изолированными популяциями на юге Африки. Они встречаются в Мозамбике, Зимбабве, восточной Ботсване, южной Намибии, а также на севере и западе Южной Африки.

## Описание
Виды Platysaurus демонстрируют половой диморфизм. У самок и молодых особей спина часто чёрная или коричневая с белыми полосами, тогда как самцы окрашены гораздо ярче. Кроме того, самцы несколько крупнее самок.

## Виды
Род включает следующие виды:
- Platysaurus attenboroughi Whiting, Branch[фр.], Pepper & Keogh, 2015
- Platysaurus broadleyi Branch & Whiting, 1997
- Platysaurus capensis A. Smith, 1844
- Platysaurus guttatus A. Smith, 1849
- Platysaurus imperator Broadley, 1962
- Platysaurus intermedius Matschie, 1891
- Platysaurus lebomboensis Jacobsen, 1994
- Platysaurus maculatus Broadley, 1965
- Platysaurus minor V. FitzSimons, 1930
- Platysaurus mitchelli Loveridge, 1953
- Platysaurus monotropis Jacobsen, 1994
- Platysaurus ocellatus Broadley, 1962
- Platysaurus orientalis V. FitzSimons, 1941
- Platysaurus pungweensis Broadley, 1959
- Platysaurus relictus Broadley, 1976
- Platysaurus torquatus W. Peters, 1879